# Медвежий Стан
Медве́жий Стан — исторический район (квартал) города Мурино на территории Муринского городского поселения Всеволожского района Ленинградской области.

## История
Бурное развитие новой столицы Российского государства в XVIII веке привело к образованию вблизи города многочисленных рабочих поселений — слобод. Появились они и на реке Охте.
Из «Памятной книжки по Санкт-Петербургской губернии»:

МЕДВЕЖИЙ СТАН — казармы 2-х батальонов 147 пех. Самарского полка и 3-х рот Ижорского резервного батальона, на земле военного ведомства, на дороге от с. Мурина к пороховым погребам, на берегу р. Охты и Капрального ручья, 2 казармы для нижних чинов, 3 флигеля для офицеров 1075 м. п., 41 ж. п., всего 1116 чел. приемный покой для нижних чинов, мелочная лавка.

МЕДВЕЖИЙ СТАН — лесной участок, принадлежавший охтинским пороховым заводам, при ручье Капральном, при р. Охте 6 м. п., 5 ж. п., всего 11 чел. 2 лесные караулки.

МЕДВЕЖИЙ СТАН — район пороховых погребов порохового отдела Петербургского склада, на казённой земле, при р. Охте 10 дворов, 59 м. п., 4 ж. п., всего 63 чел.

ЖИЛОЙ ДОМ — с земельным участком дворянки Е. Пети в местности Медвежьего стана на собственной земле у дороги близ р. Охты 3 м. п., 3 ж. п., всего 6 чел. (1896 год)

Согласно данным первой переписи населения Российской империи:

МЕДВЕЖИЙ СТАН — казармы, православных — 1670, мужчин — 1735, женщин — 177, обоего пола — 1912. (1897 год)

В XIX — начале XX века Медвежий Стан административно относился к Полюстровской волости Санкт-Петербургского уезда Санкт-Петербургской губернии.
В 1899 году на берегу Капральева Ручья, была возведена деревянная церковь 200-го резервного Ижорского пехотного полка, во имя Архангела Михаила. В 1910 году церковь была передана 2-му батальону 147-го Самарского пехотного полка. После 1917 года храм был закрыт. Здание церкви было разрушено в 1946—1948 годах.

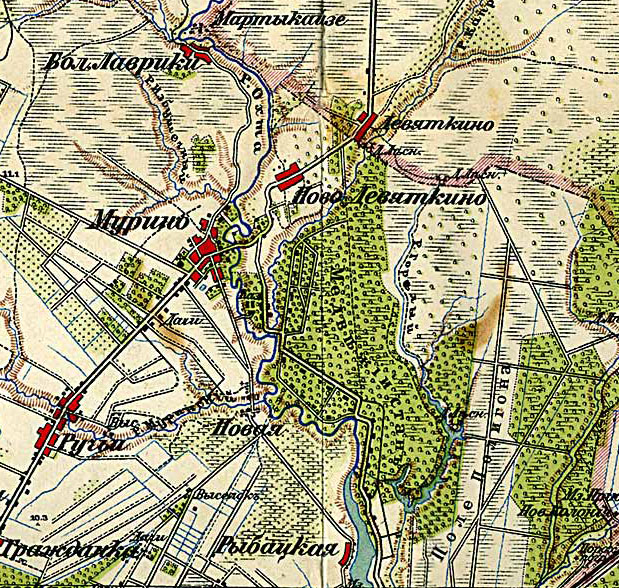
Фрагмент карты окрестностей Петрограда 1915 года, включающий Медвежий Стан (лесистая область в центре)

План посёлка Медвежий Стан. 1939 год

История Медвежьего Стана в XX веке также была связана с деятельностью армии. В годы Великой Отечественной войны там располагался 108-й погранполк, который охранял тылы Невской оперативной группы, а затем 67-й армии. Затем в посёлке разместился 198-й отдельный механизированный полк гражданской обороны (в/ч 63276). По этой причине в середине 1970-х годов Медвежий Стан даже стал закрытой территорией. Почти сразу после поворота с Токсовского шоссе стоял шлагбаум и КПП. Начиная с послевоенного периода (со времён дислокации погранполка) вплоть до 70-х годов XX века, проход в Медвежий Стан для посторонних был строго ограничен.
По данным 1966 года посёлок Медвежий Стан находился в составе Муринского сельсовета.
По данным 1973 и 1990 годов посёлок Медвежий Стан в составе Всеволожского района не значился.
3 сентября 1996 года постановлением правительства Ленинградской области № 368/1 было установлено, что незарегистрированное местечко с исторически сложившимся названием Медвежий Стан числится за посёлком Мурино.

## Инфраструктура и экономика
С 1987 года в посёлке размещались 300-й подвижный узел связи Управления по делам Гражданской обороны Ленинградского военного округа и 54-й отдельный взвод радиационной и химической разведки. Данные подразделения в 1991 году были реорганизованы в в/ч 42010 и впоследствии в 1994 году переформированны в 38-й пункт управления МЧС России (в/ч 62685). Он предназначен для обеспечения всеми видами связи руководства Северо-западного регионального центра с администрацией и органами управления МЧС Российской Федерации, учреждениями, воинскими частями ГО Северо-Западного региона и взаимодействующими структурами.
До 2014 года на территории посёлка находилось Федеральное государственное унитарное предприятие «Научно-исследовательский институт „Поиск“». Оно занималось разработкой и производством механических, электромеханических и электронных многофункциональных взрывателей для всех видов боеприпасов. Гражданская продукция института включала приборы и элементы систем управления для охраны помещений, элементы автоматики в железнодорожных вагонах, системы взрывания для горнодобывающей промышленности.
Центральной является улица Оборонная. Земли на берегу Охты занимают частные коттеджи и МЧС. Далее находится квартал панельной пяти- и девятиэтажной застройки и четыре кирпично-монолитных дома, максимальная высота каждой секции которых составляет 17 этажей. Также на территории Медвежьего Стана вдоль левого берега Капральева ручья проходит улица Лесная, представляющая собой промышленную зону и практически не имеющая жилой застройки, кроме нескольких квартир, расположенных в здании бывшей пожарной части.
В районе имеется детский сад, амбулатория, находится администрация посёлка Мурино. Также есть станция техобслуживания, охраняемая стоянка, несколько магазинов, кафе, салон красоты, отделение банка.
Ближайшая станция метро —  «Девяткино». Ближайшая железнодорожная станция — также Девяткино.

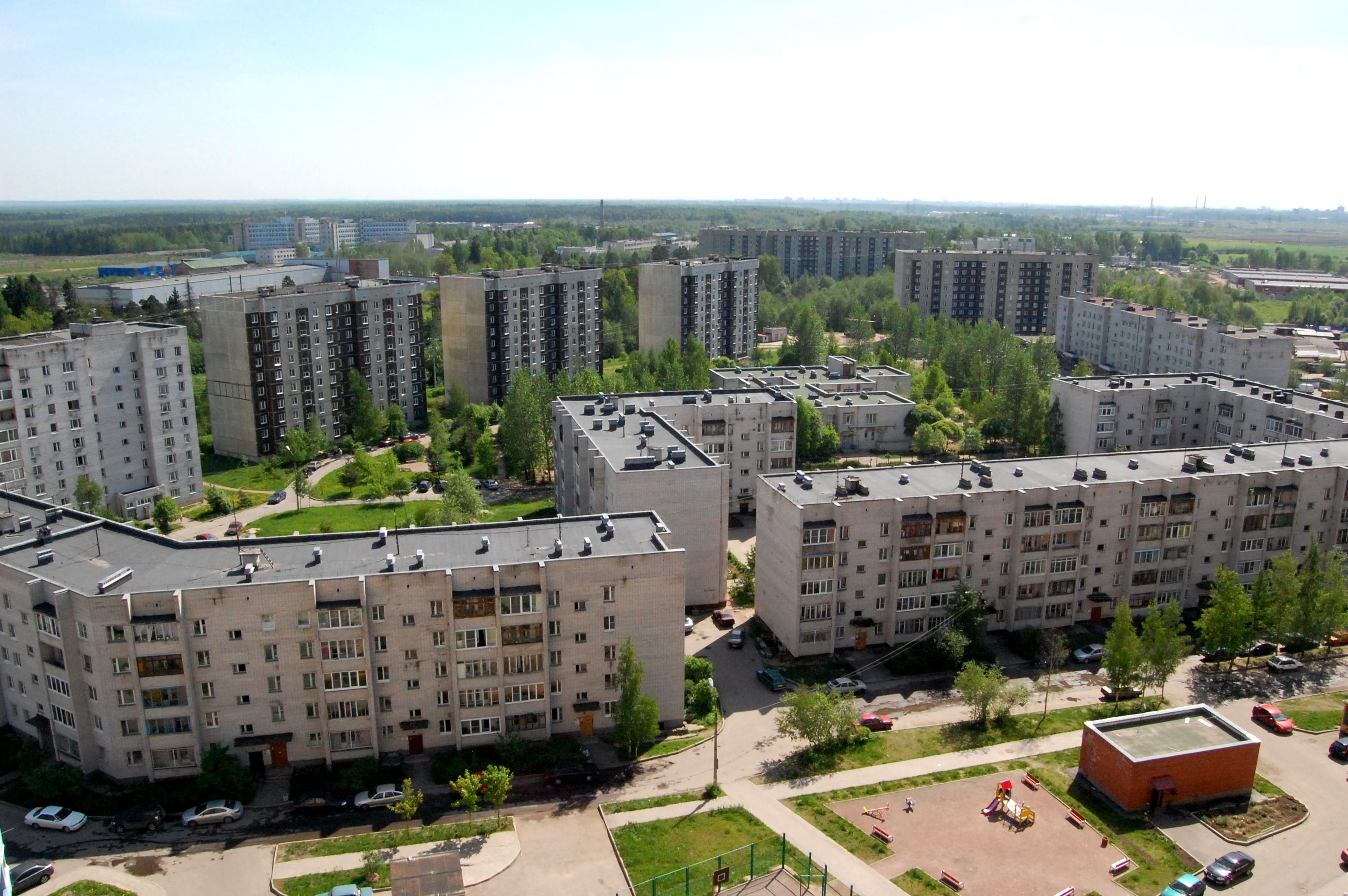
Медвежий Стан
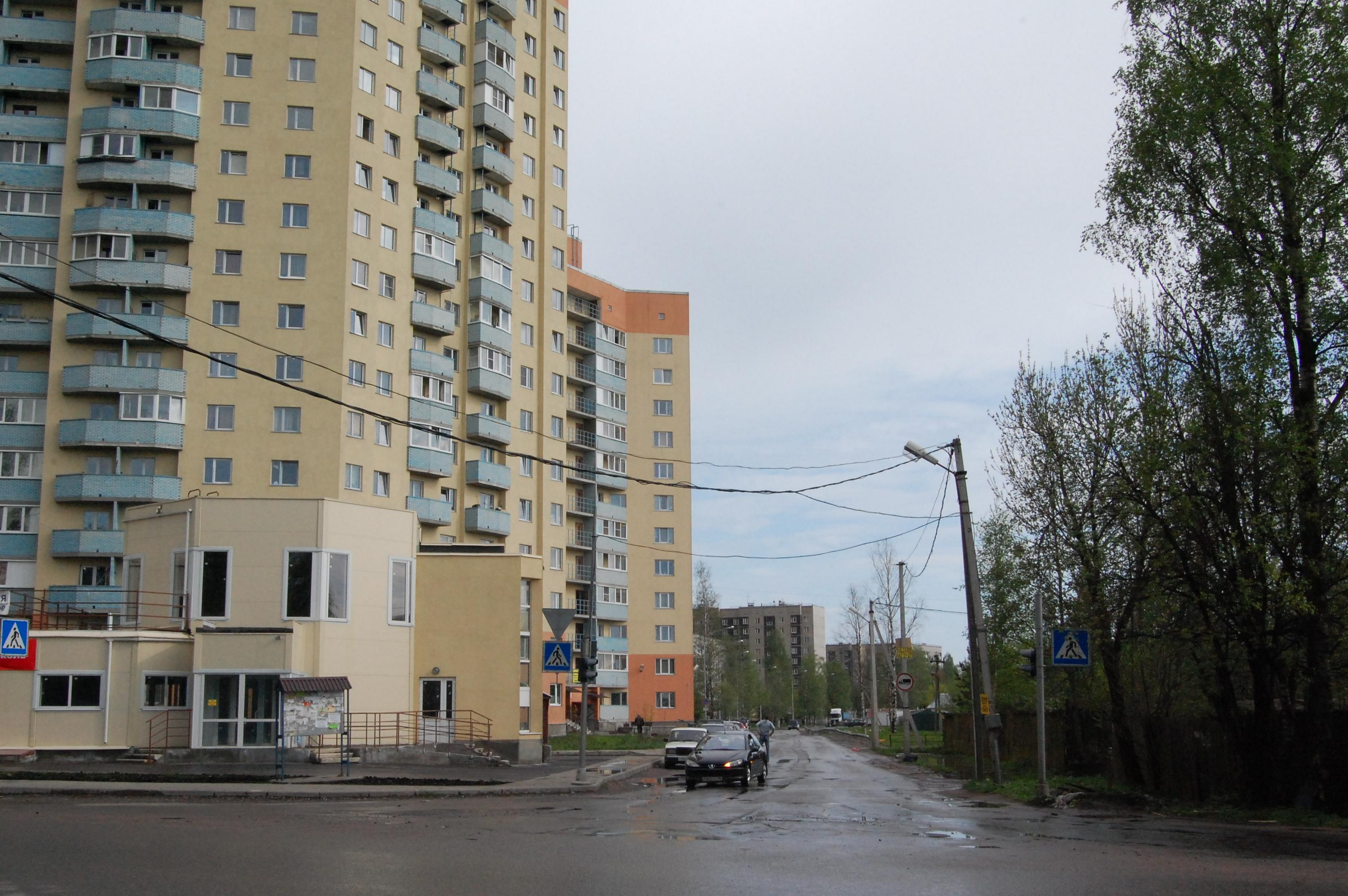
Оборонная улица
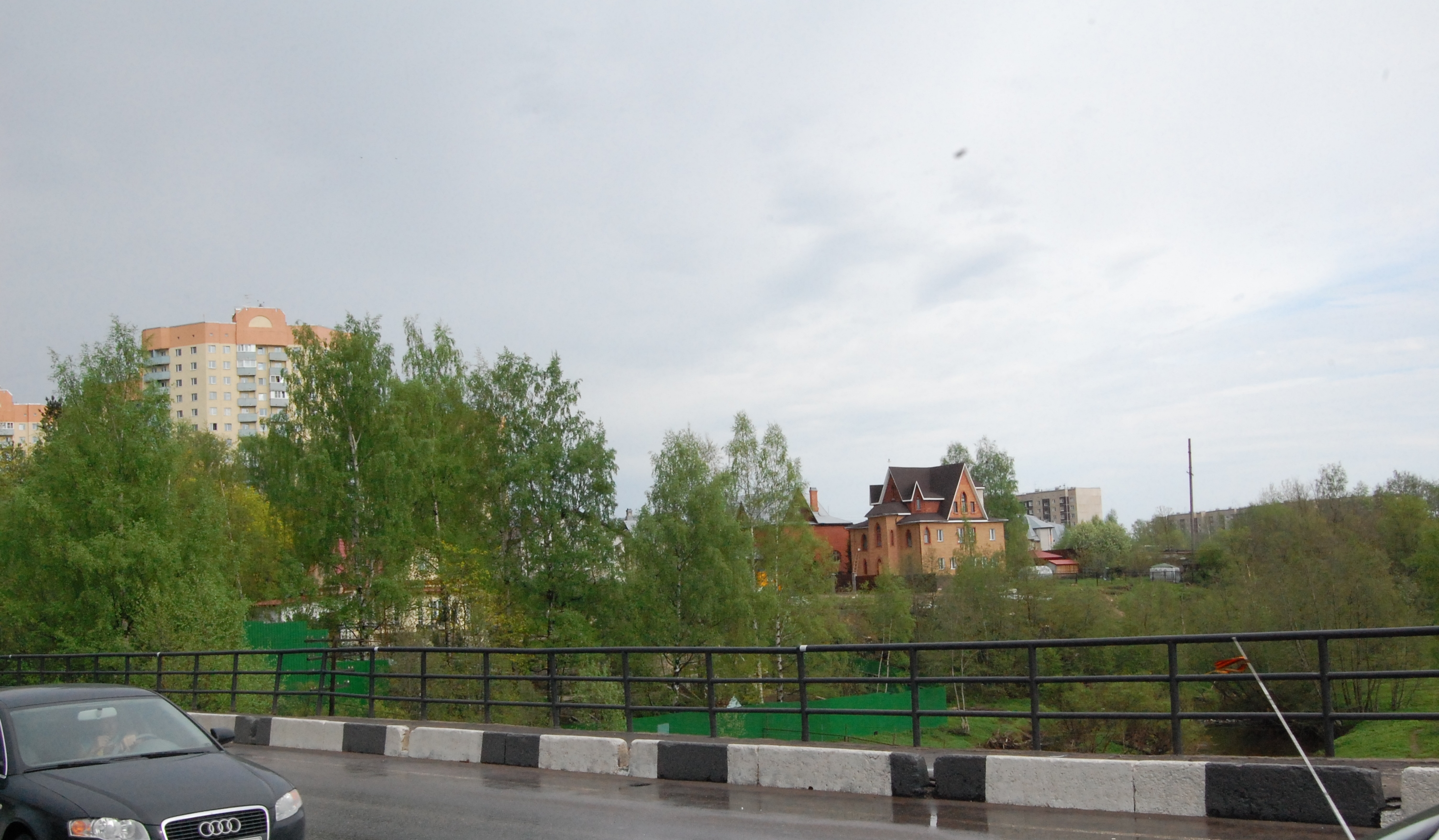
Вид с моста через Охту

## Топонимы, связанные с Медвежьим Станом
Дорога в Медвежий Стан — прежнее название улицы Челябинской в Санкт-Петербурге. По ней до сих пор действительно можно добраться до Медвежьего стана — проехав от Ржевки до конца улицы, затем через деревни Рыбацкая и Новая. Местные жители всегда ручей называли «Капральским», а часть ручья выше плотины — «Бассейкой». Участок между пунктом пропуска (КПП) (сейчас — магазин «Дикси») и рекой Охта назывался — «Хутор».

## Достопримечательности

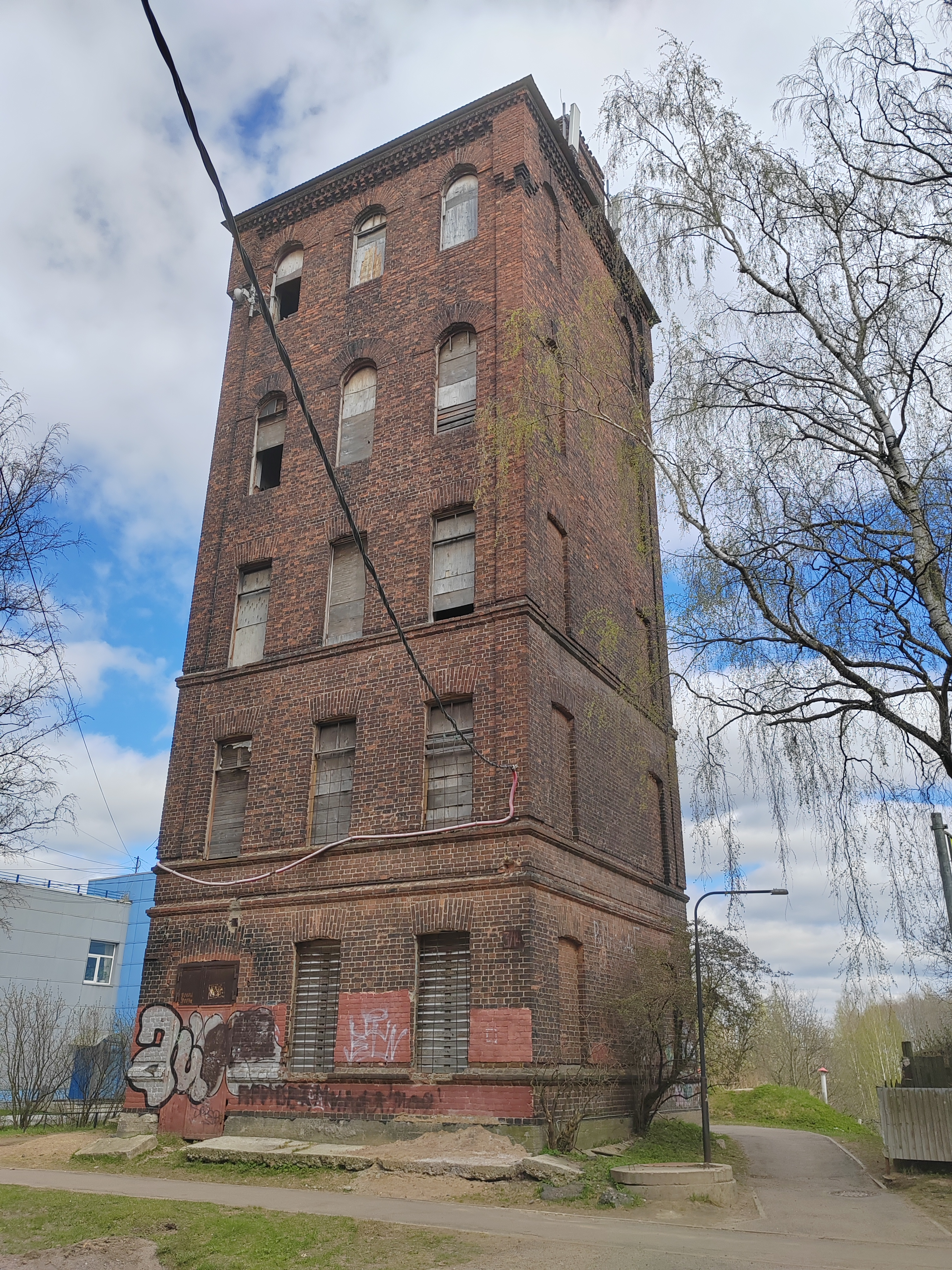
Вид на водонапорную башню с улицы Оборонной.

Пятиэтажная водонапорная башня на Оборонной улице, 34, была построена в 1907 году для нужд казарменного городка 200-го пехотного Ижорского полка. До недавнего времени находилась в ведении Северо-Западного регионального центра МЧС.
Это архитектурное сооружение исправно снабжало поселение питьевой водой из Капральева (Капральского) ручья до начала 60-х годов. Но, в частности, в связи с эпидемией гепатита-А (некоторое время вода была привозная: из автомобильных цистерн) водоснабжение в дальнейшем стала осуществлять водопроводная сеть Ленинграда.
В 1898 г. была построена полковая церковь, освящённая во имя Архангела Михаила. В советский период до начала 60-х годов XX века церковь использовалась в качестве артиллерийского склада, затем (до ок. 1965 года) на этом месте устраивался ледовый каток, затем — построен жилой пятиэтажный панельный (первый в Медвежьем Стане) дом.